# Società Sportiva Virtus Lanciano 1924 2013-2014
Questa voce raccoglie le informazioni riguardanti la Società Sportiva Virtus Lanciano 1924 nelle competizioni ufficiali della stagione 2013-2014.

## Stagione
Nella stagione 2013-2014 la Virtus Lanciano ha disputato il secondo campionato di Serie B della sua storia. Raccoglie 60 punti con il decimo posto finale. Nuovo il tecnico, la società rossonera punta su Marco Baroni, nel girone di andata chiude con 33 punti in settima posizione, perde qualche posizione nel girone di ritorno, con 27 punti messi insieme, in totale con 60 punti sfiora i Play-off, li perde per due lunghezze. Segnano in tanti, porta ben sedici giocatori a realizzare almeno una rete, il miglior realizzatore di stagione è un difensore, Federico Amenta con 6 centri. Nella Coppa Italia esce subito nel secondo turno, eliminato dal Benevento, che si impone (0-2) al Biondi.

## Divise e sponsor
Il fornitore ufficiale di materiale tecnico per la stagione 2013-2014 è stato Legea, mentre gli sponsor di maglia sono stati Gruppo Maio e Wemblegg.
| 1ª divisa | 2ª divisa | 3ª divisa |

## Organigramma societario
Area direttiva
- Presidente: Valentina Maio
- Presidente onorario: Franco Maio
- Vice presidente: Guglielmo Maio
- Amministratore delegato: Guglielmo Maio

Area organizzativa
- Segretario generale: Claudio Di Menno Di Bucchianico
- Team manager: Guerino Diomede

Area comunicazione
- Ufficio stampa: Simone Serrano

Area marketing
- Marketing e sponsorizzazioni: Michele La Scala

Area sanitaria
- Responsabile sanitario: Antonio Falconio
- Medici sociali: Antonio Cocco, Giacomo Oliveri e Fiorello Pantaleo
- Fisioterapisti: Eugenio Guarnieri, Raffaele Paone e Alfredo Scalingi

Area tecnica
- Responsabile: Roberto D'Aversa
- Allenatore: Marco Baroni
- Allenatore in seconda: Primo Maragliulo
- Preparatore dei portieri: Alberto Bartoli
- Preparatore atletico: Andrea Agrello

## Rosa
Rosa aggiornata al 24 agosto 2013.
| N. |                      | Ruolo | Calciatore                  |
| -- | -------------------- | ----- | --------------------------- |
| 1  | Italia (bandiera)    | P     | Vincenzo Aridità            |
| 2  | Italia (bandiera)    | D     | Antonio Aquilanti           |
| 3  | Italia (bandiera)    | D     | Carlo Mammarella (capitano) |
| 4  | Italia (bandiera)    | D     | Filippo De Col              |
| 5  | Danimarca (bandiera) | D     | Magnus Troest               |
| 6  | Italia (bandiera)    | D     | Federico Amenta             |
| 7  | Italia (bandiera)    | A     | Manuel Turchi               |
| 8  | Italia (bandiera)    | C     | Nadir Minotti               |
| 9  | Francia (bandiera)   | A     | Mohamed Fofana              |
| 10 | Italia (bandiera)    | A     | Daniele Ragatzu             |
| 12 | Italia (bandiera)    | P     | Angelo Casadei              |
| 13 | Italia (bandiera)    | C     | Luca Verna                  |
| 14 | Italia (bandiera)    | C     | Simone Calvano              |
| 15 | Austria (bandiera)   | C     | Marcel Büchel               |
| 16 | Italia (bandiera)    | C     | Claudio Gentile             |
| 17 | Italia (bandiera)    | D     | Gaetano Vastola             |
| 18 | Slovenia (bandiera)  | C     | Danijel Marčeta             |

| N. |                    | Ruolo | Calciatore        |
| -- | ------------------ | ----- | ----------------- |
| 19 | Italia (bandiera)  | A     | Diego Falcinelli  |
| 20 | Italia (bandiera)  | C     | Fabrizio Paghera  |
| 21 | Italia (bandiera)  | D     | Leonardo Nunzella |
| 21 | Italia (bandiera)  | D     | Giuseppe Nicolao  |
| 22 | Italia (bandiera)  | P     | Luigi Amabile     |
| 23 | Italia (bandiera)  | A     | Antonio Piccolo   |
| 24 | Italia (bandiera)  | C     | Domenico Di Cecco |
| 25 | Italia (bandiera)  | C     | Umberto Germano   |
| 26 | Italia (bandiera)  | A     | Gianmario Comi    |
| 27 | Senegal (bandiera) | A     | Mame Thiam        |
| 28 | Italia (bandiera)  | A     | Leonardo Gatto    |
| 29 | Italia (bandiera)  | A     | Gianmarco De Feo  |
| 30 | Italia (bandiera)  | D     | Stefano Ferrario  |
| 31 | Italia (bandiera)  | D     | Daniele Ficagna   |
| 32 | Italia (bandiera)  | C     | Federico Casarini |
| 33 | Italia (bandiera)  | P     | Luigi Sepe        |

## Risultati

### Serie B

#### Girone di andata
| Arbitro: | Ghersini (Genova) |

|                    |           |                          |
| Caracciolo 4’, 79’ | Marcatori | 31’ Paghera 86’ Plasmati |

| Arbitro: | Maresca (Napoli) |

|           |           |           |
| Amenta 1’ | Marcatori | 86’ Cocco |

| Arbitro: | Baracani (Firenze) |

|  |           |                |
|  | Marcatori | 53’ Falcinelli |

| Arbitro: | Aureliano (Bologna) |

|            |           |  |
| Amenta 25’ | Marcatori |  |

| Latina 20 settembre 2013, ore 19:00 CEST 5ª giornata | Latina                | 0 – 0 referto | Virtus Lanciano | Stadio Domenico Francioni\| Arbitro: \| Abbattista (Molfetta) \| |
| Arbitro:                                             | Abbattista (Molfetta) |               |                 |                                                                  |

| Arbitro: | Bruno (Torino) |

|  |           |           |
|  | Marcatori | 45’ Thiam |

| Arbitro: | Chiffi (Padova) |

|             |           |  |
| Minotti 87’ | Marcatori |  |

| Arbitro: | Manganiello (Pinerolo) |

|  |           |                                   |
|  | Marcatori | 11’ Troest 29’ Minotti 90’ Turchi |

| Arbitro: | Ostinelli (Como) |

|            |           |               |
| Amenta 77’ | Marcatori | 34’ Antenucci |

| Arbitro: | Roca (Foggia) |

|               |           |                             |
| Pettinari 90’ | Marcatori | 47’ Falcinelli 87’ Casarini |

| Arbitro: | Borriello (Mantova) |

|           |           |  |
| Thiam 69’ | Marcatori |  |

| Arbitro: | Merchiori (Ferrara) |

|             |           |  |
| Babacar 40’ | Marcatori |  |

| Arbitro: | Nasca (Bari) |

|             |           |            |
| Plasmati 8’ | Marcatori | 84’ Rosina |

| Arbitro: | Pairetto (Nichelino) |

|                                          |           |  |
| Maccarone 10’ Pucciarelli 63’ Tavano 73’ | Marcatori |  |

| Arbitro: | Ghersini (Genova) |

|                           |           |  |
| Casarini 34’ Di Cecco 45’ | Marcatori |  |

| Arbitro: | Aureliano (Bologna) |

|           |           |  |
| Basso 68’ | Marcatori |  |

| Arbitro: | Pinzani (Empoli) |

|            |           |             |
| Turchi 90’ | Marcatori | 50’ Belotti |

| Arbitro: | Cervellera (Taranto) |

|  |           |                    |
|  | Marcatori | 11’ (rig.) Maniero |

| Arbitro: | Borriello (Mantova) |

|                     |           |  |
| Bovo 70’ Ebagua 76’ | Marcatori |  |

| Arbitro: | La Penna (Roma) |

|           |           |                                     |
| Troest 8’ | Marcatori | 22’ Memushaj 40’ Letizia 54’ Concas |

| Arbitro: | Fabbri (Ravenna) |

|                       |           |                         |
| Di Roberto 87’ (rig.) | Marcatori | 31’ Plasmati 90’ Troest |

#### Girone di ritorno
| Arbitro: | Candussio (Cervignano del Friuli) |

|             |           |  |
| Piccolo 79’ | Marcatori |  |

| Arbitro: | Di Bello (Brindisi) |

|             |           |  |
| Barillà 65’ | Marcatori |  |

| Arbitro: | Mariani (Aprilia) |

|          |           |                |
| Comi 76’ | Marcatori | 33’ Belingheri |

| Arbitro: | Saia (Palermo) |

|              |           |                                   |
| Castaldo 68’ | Marcatori | 22’ Büchel 28’ Germano 45’ Amenta |

| Lanciano 22 febbraio 2014, ore 15:00 CET 26ª giornata | Virtus Lanciano | 0 – 0 referto | Latina | Stadio Guido Biondi\| Arbitro: \| Nasca (Bari) \| |
| Arbitro:                                              | Nasca (Bari)    |               |        |                                                   |

| Arbitro: | Roca (Foggia) |

|                |           |  |
| Mammarella 83’ | Marcatori |  |

| Arbitro: | Gavillucci (Latina) |

|                |           |  |
| Ceppitelli 33’ | Marcatori |  |

| Arbitro: | Abbattista (Molfetta) |

|                      |           |            |
| Gatto 28’ Turchi 86’ | Marcatori | 52’ Rubino |

| Arbitro: | Di Paolo (Avezzano) |

|         |           |             |
| Zito 2’ | Marcatori | 37’ Paghera |

| Arbitro: | Maresca (Napoli) |

|  |           |                  |
|  | Marcatori | 55’ Bernardeschi |

| Arbitro: | Ciampi (Roma) |

|                                                       |           |                 |
| Kelić 28’ Improta 59’, 63’ Vantaggiato 84’ Rocchi 90’ | Marcatori | 42’ (rig.) Comi |

| Arbitro: | Minelli (Varese) |

|            |           |                                    |
| Amenta 61’ | Marcatori | 24’ Babacar 47’ Rizzo 50’ Granoche |

| Arbitro: | Pairetto (Nichelino) |

|            |           |  |
| Rosina 43’ | Marcatori |  |

| Arbitro: | Fabbri (Ravenna) |

|                               |           |          |
| Falcinelli 51’ Mammarella 90’ | Marcatori | 4’ Hysaj |

| Arbitro: | Bruno (Torino) |

|  |           |                |
|  | Marcatori | 16’ Mammarella |

| Arbitro: | La Penna (Roma) |

|                        |           |                       |
| Piccolo 74’ Turchi 87’ | Marcatori | 22’ Mancosu 68’ Basso |

| Arbitro: | Abbattista (Molfetta) |

|             |           |                |
| Barreto 41’ | Marcatori | 48’ Falcinelli |

| Arbitro: | Di Paolo (Avezzano) |

|                              |           |                     |
| Rossi 38’ Maniero 51’ (rig.) | Marcatori | 6’ Gatto 74’ Amenta |

| Arbitro: | Roca (Foggia) |

|                       |           |                          |
| Paghera 72’ Gatto 90’ | Marcatori | 63’ Carrozza 74’ Lisuzzo |

| Arbitro: | Mariani (Aprilia) |

|                         |           |                     |
| Gagliolo 20’ Concas 35’ | Marcatori | 46’ Thiam 90’ Gatto |

| Lanciano 31 maggio 2014, ore 20:30 CEST 42ª giornata | Virtus Lanciano    | 0 – 0 referto | Cittadella | Stadio Guido Biondi\| Arbitro: \| Baracani (Firenze) \| |
| Arbitro:                                             | Baracani (Firenze) |               |            |                                                         |

### Coppa Italia

#### Secondo turno
| Arbitro: | Cervellera (Taranto) |

|  |           |                        |
|  | Marcatori | 47’ Montiel 58’ Evacuo |

## Statistiche

### Statistiche di squadra
| Competizione | Punti | In casa | In casa | In casa | In casa | In casa | In casa | In trasferta | In trasferta | In trasferta | In trasferta | In trasferta | In trasferta | Totale | Totale | Totale | Totale | Totale | Totale | DR |
| Competizione | Punti | G       | V       | N       | P       | Gf      | Gs      | G            | V            | N            | P            | Gf           | Gs           | G      | V      | N      | P      | Gf     | Gs     | DR |
| ------------ | ----- | ------- | ------- | ------- | ------- | ------- | ------- | ------------ | ------------ | ------------ | ------------ | ------------ | ------------ | ------ | ------ | ------ | ------ | ------ | ------ | -- |
| Serie B      | 60    | 21      | 8       | 9       | 4       | 22      | 19      | 21           | 7            | 6            | 8            | 22           | 26           | 42     | 15     | 15     | 12     | 44     | 45     | -1 |
| Coppa Italia |       | 1       | 0       | 0       | 1       | 0       | 2       | -            | -            | -            | -            | -            | -            | 1      | 0      | 0      | 1      | 0      | 2      | -2 |
| Totale       | -     | 22      | 8       | 9       | 5       | 22      | 21      | 21           | 7            | 6            | 8            | 22           | 26           | 43     | 15     | 15     | 13     | 44     | 47     | -3 |

### Statistiche dei giocatori
| Giocatore     | Serie B  | Serie B | Serie B     | Serie B    | Coppa Italia | Coppa Italia | Coppa Italia | Coppa Italia | Totale   | Totale | Totale      | Totale     |
| Giocatore     | Presenze | Reti    | Ammonizioni | Espulsioni | Presenze     | Reti         | Ammonizioni  | Espulsioni   | Presenze | Reti   | Ammonizioni | Espulsioni |
| ------------- | -------- | ------- | ----------- | ---------- | ------------ | ------------ | ------------ | ------------ | -------- | ------ | ----------- | ---------- |
| V. Aridità    | 2        | -5      | 0           | 0          | -            | -            | -            | -            | 2        | -5     | 0           | 0          |
| F. Amenta     | 35       | 6       | 11          | 1          | 1            | 0            | 0            | 0            | 36       | 6      | 11          | 1          |
| A. Aquilanti  | 18       | 0       | 2           | 1          | 1            | 0            | 0            | 0            | 19       | 0      | 2           | 1          |
| M. Büchel     | 33       | 1       | 14          | 0          | -            | -            | -            | -            | 33       | 1      | 14          | 0          |
| A. Casadei    | 1        | -2      | 0           | 0          | -            | -            | -            | -            | 1        | -2     | 0           | 0          |
| F. Casarini   | 35       | 2       | 7           | 0          | -            | -            | -            | -            | 35       | 2      | 7           | 0          |
| G. Comi       | 15       | 2       | 1           | 0          | -            | -            | -            | -            | 15       | 2      | 1           | 0          |
| F. De Col     | 36       | 0       | 7           | 0          | -            | -            | -            | -            | 36       | 0      | 7           | 0          |
| D. Di Cecco   | 37       | 1       | 10          | 0          | 1            | 0            | 1            | 0            | 38       | 1      | 11          | 0          |
| D. Falcinelli | 34       | 4       | 5           | 0          | 1            | 0            | 0            | 0            | 35       | 4      | 5           | 0          |
| S. Ferrario   | 12       | 0       | 2           | 0          | -            | -            | -            | -            | 12       | 0      | 2           | 0          |
| D. Ficagna    | 2        | 0       | 1           | 0          | -            | -            | -            | -            | 2        | 0      | 1           | 0          |
| M. Fofana     | 3        | 0       | 0           | 0          | -            | -            | -            | -            | 3        | 0      | 0           | 0          |
| L. Gatto      | 22       | 4       | 3           | 0          | -            | -            | -            | -            | 22       | 4      | 3           | 0          |
| U. Germano    | 10       | 1       | 2           | 0          | -            | -            | -            | -            | 10       | 1      | 2           | 0          |
| C. Mammarella | 35       | 3       | 14          | 2          | 1            | 0            | 0            | 0            | 36       | 3      | 14          | 2          |
| N. Minotti    | 25       | 2       | 5           | 0          | -            | -            | -            | -            | 25       | 2      | 5           | 0          |
| G. Nicolao    | 1        | 0       | 0           | 0          | -            | -            | -            | -            | 1        | 0      | 0           | 0          |
| L. Nunzella   | 2        | 0       | 1           | 0          | -            | -            | -            | -            | 2        | 0      | 1           | 0          |
| F. Paghera    | 28       | 3       | 10          | 1          | 1            | 0            | 0            | 0            | 29       | 3      | 10          | 1          |
| A. Piccolo    | 35       | 2       | 4           | 0          | 1            | 0            | 0            | 0            | 36       | 2      | 4           | 0          |
| G. Plasmati   | 16       | 3       | 2           | 0          | 1            | 0            | 0            | 0            | 17       | 3      | 2           | 0          |
| D. Ragatzu    | 9        | 0       | 0           | 0          | -            | -            | -            | -            | 9        | 0      | 0           | 0          |
| L. Sepe       | 39       | -37     | 1           | 0          | 1            | -2           | 0            | 0            | 40       | -39    | 1           | 0          |
| M.B. Thiam    | 22       | 3       | 8           | 0          | 1            | 0            | 0            | 0            | 23       | 3      | 8           | 0          |
| M. Troest     | 38       | 3       | 3           | 0          | -            | -            | -            | -            | 38       | 3      | 3           | 0          |
| M. Turchi     | 26       | 4       | 4           | 0          | 1            | 0            | 0            | 0            | 27       | 4      | 4           | 0          |
| G. Vastola    | 14       | 0       | 4           | 0          | 1            | 0            | 0            | 0            | 15       | 0      | 4           | 0          |
| A. Volpe      | -        | -       | -           | -          | 1            | 0            | 1            | 0            | 1        | 0      | 1           | 0          |